# Little Dorrit (film fra 1920)
Little Dorrit er en britisk stumfilm fra 1920 af Sidney Morgan.

## Medvirkende
- Lady Tree som Mrs. Clenman
- Langhorn Burton som Arthur Clenman
- Joan Morgan som Amy Dorrit
- Compton Coutts som Pancks
- Arthur Lennard som William Dorrit
- J. Denton-Thompson som John Chivers
- George Foley som Merdle
- George Bellamy som Fred Dorrit
- Arthur Walcott som Flintwick
- Judd Green som Bob
- Betty Doyle som Fanny Dorrit
- Mary Lyle som Mrs. Merdle